# Spoorlijn 73A
Spoorlijn 73A was een Belgische spoorlijn die Tielt met Ingelmunster verbond. De lijn was 11 km lang. In het spoorboekje van 1935 heeft deze lijn nummer 69B.

## Geschiedenis
Op 30 november 1854 werd de spoorlijn geopend door de spoorwegmaatschappij Société des chemins de fer de la Flandre-Occidentale, die in 1906 werd overgenomen door de Belgische Staatsspoorwegen.
Op 8 oktober 1950 werd het reizigersverkeer opgeheven. Op het einde van diezelfde maand reed de laatste goederentrein tussen Meulebeke en Ingelmunster. De sporen werden in 1953 opgebroken. Tussen Tielt en Meulebeke bleef nog goederenvervoer tot 28 oktober 1982. In 1984 werden ook hier de sporen opgebroken.
De spoorlijn was enkelsporig uitgevoerd en werd nooit geëlektrificeerd en heeft ook het lijnnummer 68 gehad , alsook 69B.

## Aansluitingen
In de volgende plaatsen is of was er een aansluiting op de volgende spoorlijnen:
Tielt
Spoorlijn 73 tussen Deinze en De Panne
Ingelmunster
Spoorlijn 66 tussen Brugge en Kortrijk
Spoorlijn 66A tussen Ingelmunster en Anzegem